# Raclette comtoise
Pour les articles homonymes, voir Raclette (homonymie).
Ne doit pas être confondu avec Raclette ou Raclette (fromage).
La raclette comtoise est une recette de cuisine traditionnelle de cuisine franc-comtoise, variante déclinée de la raclette de la cuisine suisse. 

## Histoire
Variante déclinée de la raclette ou des fondues au fromage de la cuisine suisse, ou encore de la raclette savoyarde, le fromage à raclette (originaire du canton du Valais Suisse) est également fabriqué par de nombreuses fromageries de Franche-Comté voisine (environ 10 000 tonnes/an),,, (un fromage au lait cru ou pasteurisé à pâte pressée non cuite, affiné pendant huit semaines au minimum).

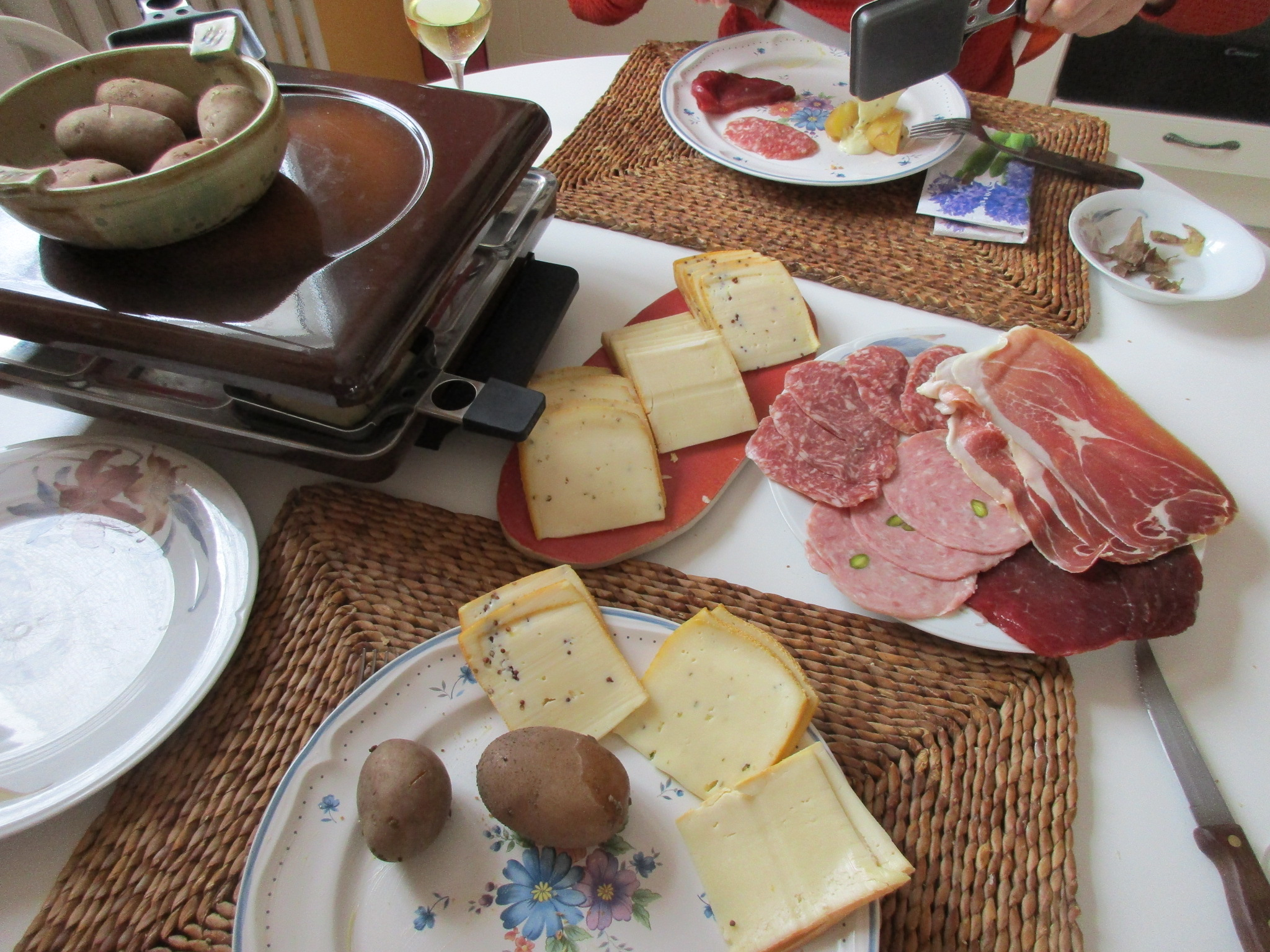
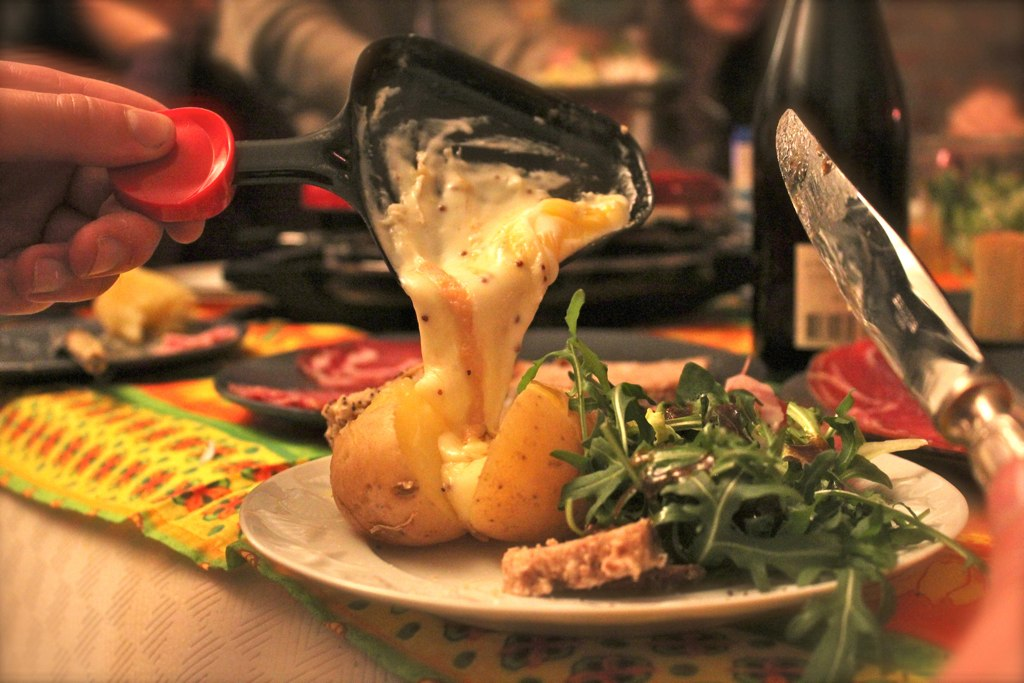
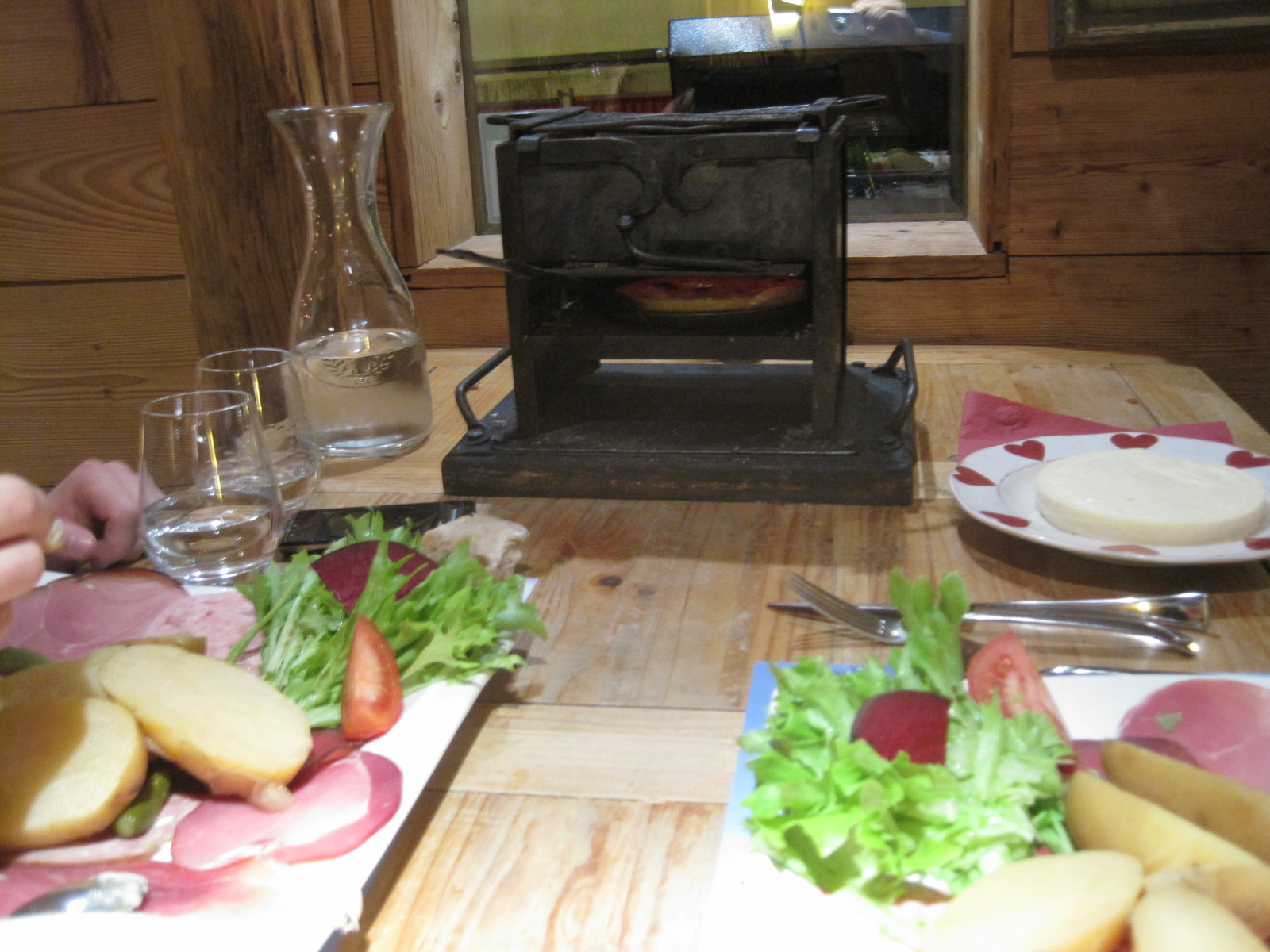

Facile et conviviale à préparer, la raclette comtoise est servie avec des pommes de terre en robe des champs, charcuterie franc-comtoise, salade et cornichon. 

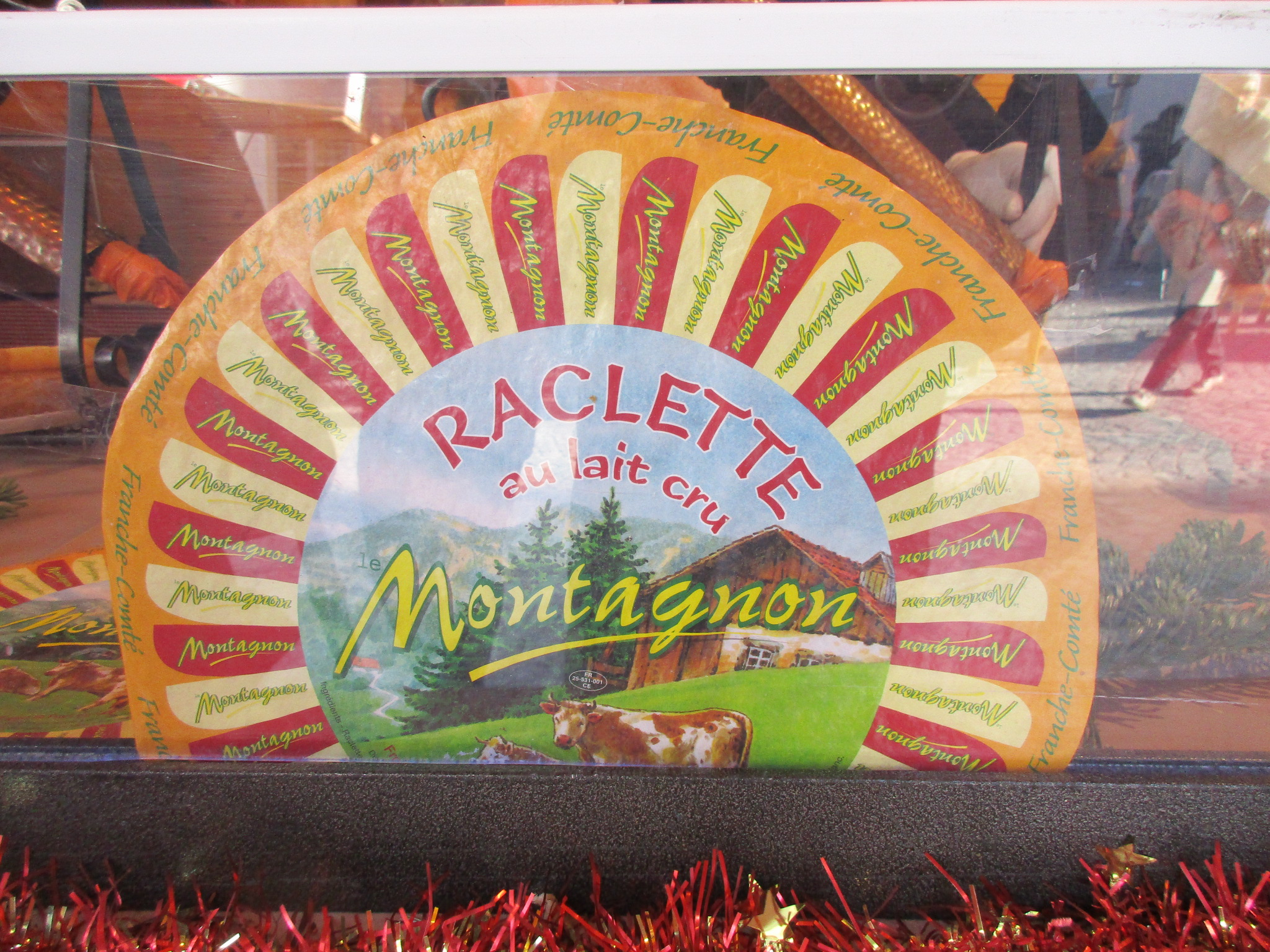
Meule de raclette au lait cru de Franche-Comté
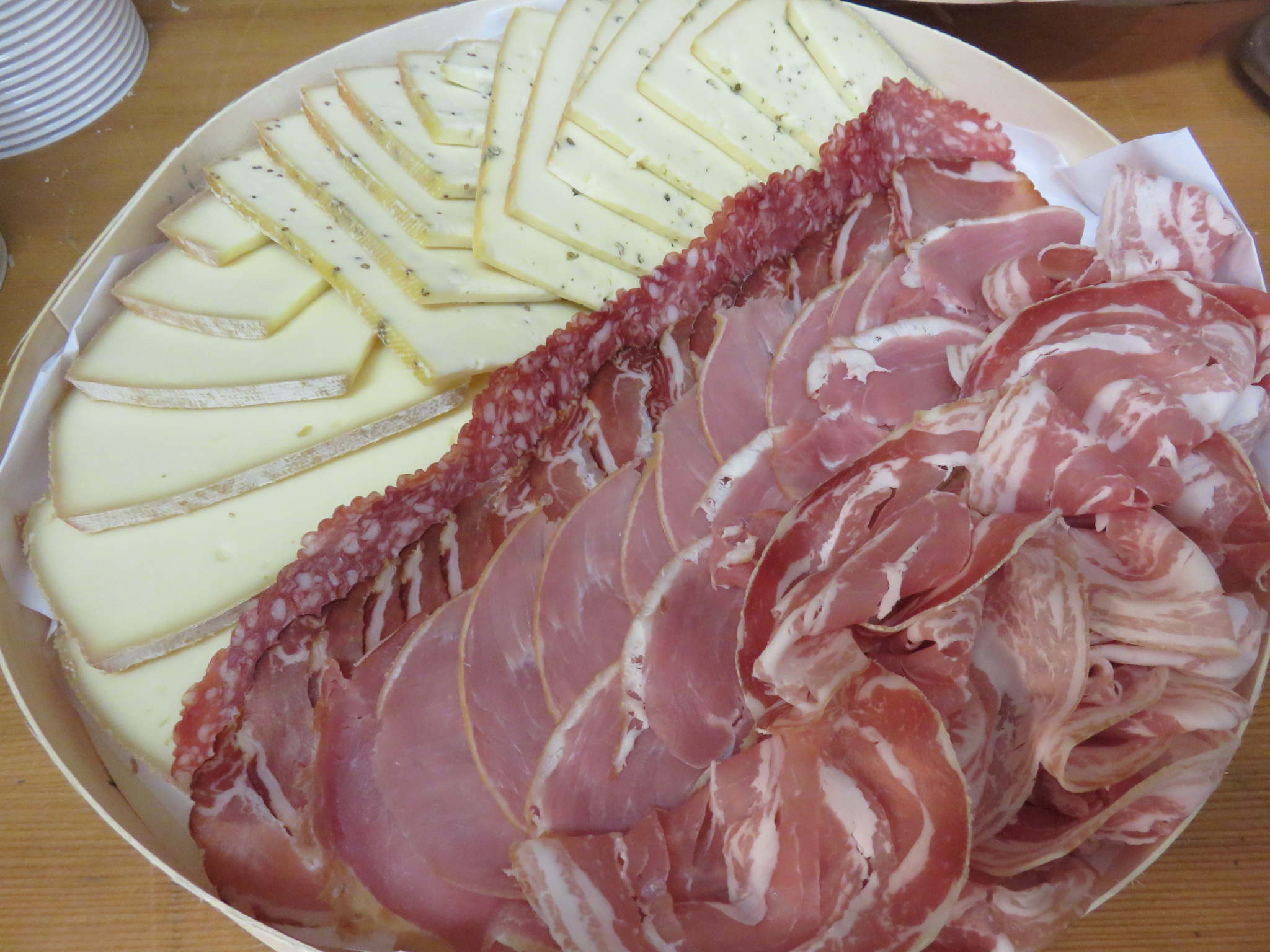
Fromage à raclette et charcuterie
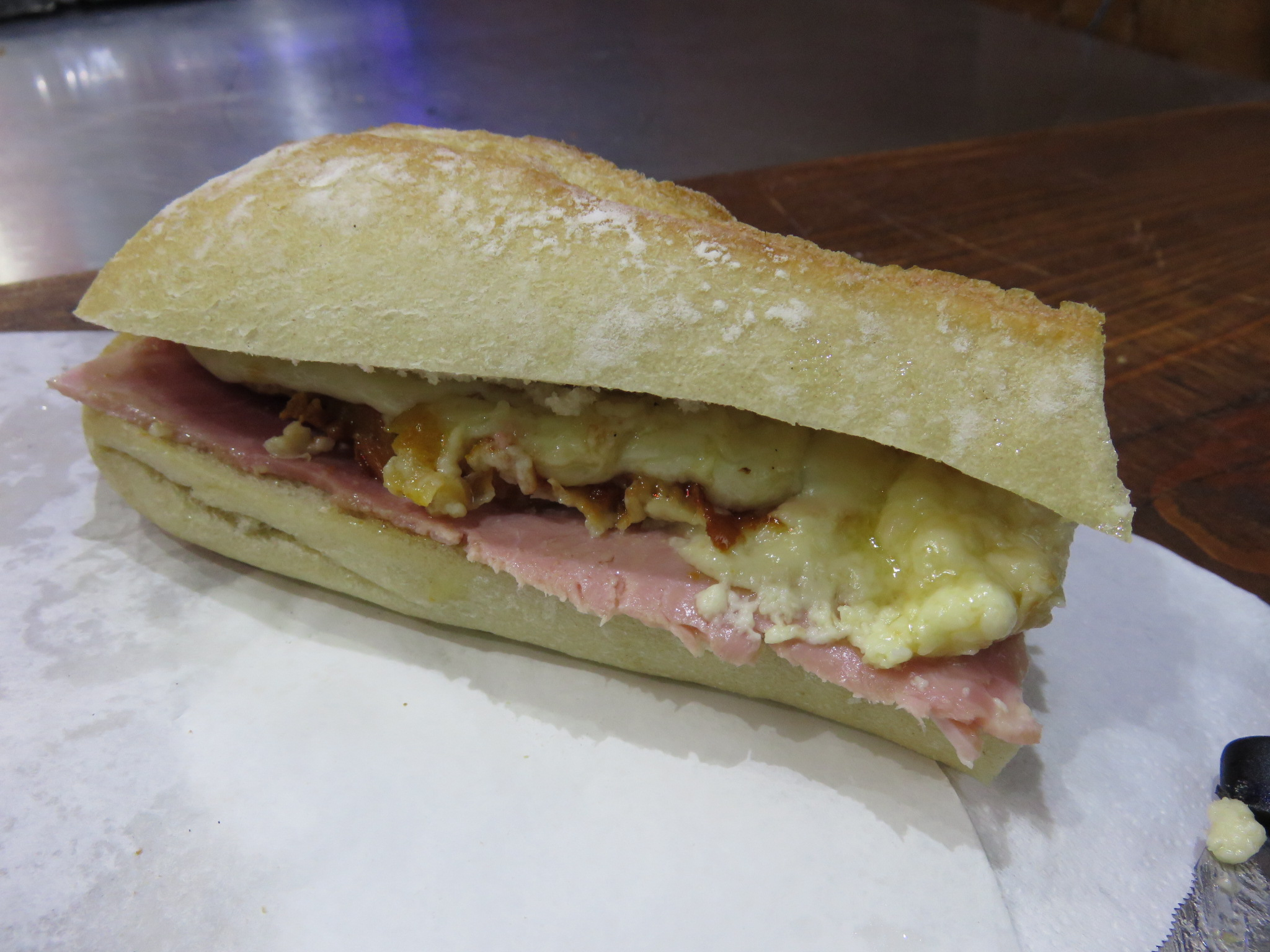
en sandwich

Chaque convive fait chauffer et fondre son fromage à raclette (et parfois son Morbier ou Bleu de Gex) dans des mini-poêles individuelles d'une four à raclette électrique placé au centre de la table. La raclette comtoise se déguste généralement avec un vin blanc du vignoble du Jura (Chardonnay, Savagnin, vin jaune...).